# Острицы-2
Острицы-2 — деревня в Можайском районе Московской области в составе Порецкого сельского поселения. Численность постоянного населения по Всероссийской переписи 2010 года — 28 человек. До 2006 года Острицы-2 входили в состав Порецкого сельского округа.
Деревня расположена на северо-западе района, недалеко от границы со Смоленской областью, примерно в 40 км от Можайска, на левом берегу Москва-реки, высота центра над уровнем моря 216 м. Ближайшие населённые пункты — Чернево на севере, Митино на северо-востоке и Новопокров на востоке.